# Mickey & Sylvia
Mickey & Sylvia est un duo de guitaristes et de chanteurs américain de rhythm and blues, fondé et actif à New York de 1955 à 1965.

## Carrière
Le duo Mickey and Sylvia se constitue au milieu des années 1950. Le guitariste Mickey Baker se joint à une de ses anciennes élèves, Sylvia Vanderpool, qui a déjà enregistré des titres comme chanteuse sous le nom de « Little Sylvia ».
À partir de 1955, ils enregistrent des morceaux où ils chantent et jouent tous deux de la guitare électrique. Leur plus grand succès est le titre Love Is Strange pour le label Groove Records. Leur style mêle rhythm and blues, rock 'n' roll et doo-wop.
Le duo se sépare à la fin de la décennie mais continue en réalité à enregistrer sporadiquement jusqu'en 1965. Mickey Baker quitte les États-Unis et continue sa carrière en France. Sylvia Vanderpool, mariée, continue sa carrière dans le monde de la musique sous le nom de Sylvia Robinson. Elle fonde avec son mari, à la fin des années 1970, le premier label de rap, Sugar Hill.

## Discographie

### Albums
- 1957 : New Sounds (Vik LX-1102)
- 1965 : "Love Is Strange" And Other Bests (RCA Camden CAL-863/CAS-863) (LP compilation)
- 1973 : Mickey And Sylvia Do It Again (RCA Victor APM-1-0327) (LP compilation)
- 1989 : Love Is Strange & Other Hits (RCA/BMG 9900-2-R) (CD compilation)
- 1990 : Love Is Strange (Bear Family BCD-15438) (2-CD compilation)
- 1995 : The Willow Sessions (Sequel NEM-CD-763) (CD compilation)
- 1997 : Love Is Strange: A Golden Classics Edition (Collectables COL-5833) (CD compilation)

### Singles
- 1954 : Fine Love
- 1955 : 
  - I'm So Glad, Rainbow
  - Rise Sally Rise, Rainbow
- 1956 : 
  - Where Is My Honey?, Rainbow
  - No Good Lover, Groove
  - Love Is Strange, Groove
- 1957 : 
  - There Ought To Be a Law
  - Dearest
  - Two Shadows On Your Window
  - Love Is A Treasure
  - Where Is My Honey
- 1958 : 
  - Bewildered
  - It's You I Love
  - To The Valley, RCA Victor
- 1960 : 
  - Mommy Out De Light, RCA Victor
  - This Is My Story, RCA Victor
  - What Would I Do
- 1961 : 
  - Love Lesson, RCA Victor
  - Baby You're So Fine, Willow
  - Lovedrops
  - Darling (I Miss You So), Willow
- 1962 : 
  - Since I Fell For You, Willow
  - Love Is Strange, Willow
- 1965 : 
  - Love Is Strange
  - Let's Shake Some More, RCA Victor
  - Fallin' In Love, RCA Victor